# NGC 1433
NGC 1433 (również PGC 13586) – galaktyka spiralna z poprzeczką (SBa), znajdująca się w gwiazdozbiorze Zegara. Odkrył ją James Dunlop 28 września 1826 roku. Należy ona do galaktyk Seyferta, jej aktywne jądro wyrzuca krótki dżet materii o długości 150 lat świetlnych, zaobserwowany przez obserwatorium ALMA.
W galaktyce tej zaobserwowano supernową SN 1985P.